# 657 aC
El 657 aC fou un any del calendari romà prejulià. A l'Imperi Romà, era conegut com a any 97 ab urbe condita. L'ús del nom «657 aC» per referir-se a aquest any es remunta a l'alta edat mitjana, quan el sistema Anno Domini esdevingué el mètode de numeració dels anys més comú a Europa.

## Esdeveniments
- Segons la llegenda, un grup de colons grecs de Mègara encapçalats per Bizant funden la ciutat de Bizanci a la riba europea del Bòsfor.[1]